# Lækjafjall
Lækjafjall är ett berg i republiken Island. Det ligger i regionen Norðurland eystra, 210 km nordost om huvudstaden Reykjavík. Toppen på Lækjafjall är 605 meter över havet.
Trakten runt Lækjafjall är nära nog obefolkad, med mindre än två invånare per kvadratkilometer. Det finns inga samhällen i närheten. Trakten runt Lækjafjall består i huvudsak av gräsmarker.